# Warren, Minnesota
Warren là một thành phố thuộc quận Marshall, tiểu bang Minnesota, Hoa Kỳ. Năm 2010, dân số của thành phố này là 1563 người.

## Dân số
- Dân số năm 2000: 1678 người.
- Dân số năm 2010: 1563 người.